# Naturaleza sangre
Naturaleza Sangre es el decimosegundo álbum del músico argentino Fito Páez, editado el 16 de mayo de 2003. El disco, dedicado al poeta Juan Gelman cuenta con 14 canciones y la presencia de varios músicos invitados, entre ellos Luis Alberto Spinetta, Charly García y Rita Lee. Es la vuelta a un estilo mucho más roquero, cosa que no era tan apreciable en sus anteriores producciones.

## Lista de canciones
Todos los temas son de letra y música de Fito Páez.

### CD
| N.º | Título                       | Duración |  |
| 1.  | «Nuevo»                      | 2:10     |  |
| 2.  | «Insoportable»               | 3:26     |  |
| 3.  | «Volver a Mí»                | 2:25     |  |
| 4.  | «Ojos Rojos»                 | 5:24     |  |
| 5.  | «Bello Abril»                | 3:53     |  |
| 6.  | «Urgente Amar»               | 3:14     |  |
| 7.  | «Oh Nena»                    | 3:41     |  |
| 8.  | «Salir al Sol»               | 4:19     |  |
| 9.  | «139 Lexatins»               | 3:26     |  |
| 10. | «Naturaleza Sangre»          | 2:52     |  |
| 11. | «El Centro de Tu Corazón»    | 4:06     |  |
| 12. | «Absolut Vacío»              | 3:03     |  |
| 13. | «Los Restos de Nuestro Amor» | 3:00     |  |
| 14. | «Música Para Camaleones»     | 7:24     |  |

### DVD
Grabado durante las presentaciones del álbum en el Teatro Gran Rex los días 29 y 30 de noviembre de 2003.
| N.º | Título | Duración |  |
| 1.  | «Nuevo» |          |  |
| 2.  | «Llueve Sobre Mojado»                                                                                        |          |  |
| 3.  | «Absolut Vacío»                                                                                              |          |  |
| 4.  | «Volver a Mí»                                                                                                |          |  |
| 5.  | «El Centro de tu Corazón»                                                                                    |          |  |
| 6.  | «Cadáver Exquisito»                                                                                          |          |  |
| 7.  | «11 y 6» |          |  |
| 8.  | «Tumbas de la Gloria»                                                                                        |          |  |
| 9.  | «Insoportable»                                                                                               |          |  |
| 10. | «Urgente Amar»                                                                                               |          |  |
| 11. | «Ojos Rojos»                                                                                                 |          |  |
| 12. | «Magic Time» (Medley: «Carabelas Nada», «Dejaste ver tu Corazón», «Las Tardes del Sol, las Noches del Agua») |          |  |
| 13. | «Música Para Camaleones»                                                                                     |          |  |
| 14. | «Circo Beat / Tercer Mundo»                                                                                  |          |  |
| 15. | «Brillante Sobre el Mic»                                                                                     |          |  |
| 16. | «Naturaleza Sangre»                                                                                          |          |  |
| 17. | «Ciudad de Pobres Corazones»                                                                                 |          |  |
| 18. | «A Rodar mi Vida»                                                                                            |          |  |
| 19. | «Los Restos de Nuestro Amor»                                                                                 |          |  |
| 20. | «Salir al Sol»                                                                                               |          |  |
| 21. | «Mariposa Teknicolor»                                                                                        |          |  |

Extras

| N.º | Título                        | Duración |  |
| 22. | «Bello abril» (videoclip)     |          |  |
| 23. | «San Telmo»                   |          |  |
| 24. | «Polaroid» (galería de fotos) |          |  |

## Formación
Músicos
- Fito Páez - voz, piano, teclados, hammond.
- Guillermo Vadalá - voz, bajo, contrabajo, guitarra acústica.
- Gonzalo Aloras - voz, guitarras, teclados.
- Sergio Verdinelli - batería.
- Coki Debernardi - programación.
- Carlos Vandera - programación.

Invitados
- Charly García - Voces y guitarras en "Naturaleza Sangre".
- Luis Alberto Spinetta - Voz en "Bello Abril" y "El Centro de tu Corazón".
- Hugo Fattoruso - Piano en "Ojos Rojos".
- Claudio Cardone - Teclados en "El Centro de tu Corazón".
- Gabriel Carámbula - Guitarras en "Urgente Amar".
- Ana Álvarez de Toledo - Voces en "Absolut Vacío" y "Urgente Amar".
- Carlos Vandera - Piano acústico en "Oh Nena".
- Rita Lee - Voz en "Ojos Rojos".